# Koz'modem'jansk
Koz'modem'jansk (in russo Козьмодемьянск?) è una città della Russia della Repubblica dei Mari. Il centro del distretto Gornomariisky. Forma il distretto urbano "città di Kozmodemyansk".
Geografia. La città è posta alla confluenza del fiume Vetluga nel Volga. La città si trova sulla riva alta destra del Volga (bacino idrico di Čeboksary), 104 km a sud-ovest di Yoshkar-Ola. la città è collegata alla parte della riva sinistra della Repubblica tramite un traghetto.
Popolazione. La popolazione di Kozmodemyansk è di circa 20 mila persone (nel 2024-19.054 persone). La maggior parte degli abitanti della città sono russi, ma una parte significativa della popolazione è rappresentata dai mari, che costituiscono una delle popolazione indigene della Repubblica di Mari El. Nella città vivono anche tatari, cuvasci e rappresentanti di altre gruppi etnici
Storia. Kozmodemyansk fu fondata nel 1583 come prigione di Kozmodemyansk. La sua fondazione è associata alla vittoria di Ivan il Terribile sul Khanato di Kazan e all'adesione del Medio Volga, compreso il territorio di Mari, allo Stato russo.
Origine del nome. Secondo una leggenda, Ivan il Terribile, il 1 ° novembre 1552 (il giorno dei Santi Kozma e Damian) tornando dopo aver conquistato Kazan lungo il Volga, ebbe fermato per una notte dove ora si trova la città.  Ebbe ordinato costruire qui una fortezza nel nome dei Santi Kosma (Kozma) e Damian (Demyan), dalla  combinazione di nomi fu risultato il nome della città.
Curiosità storiche. La città è famosa per la sua storia e monumenti storici. Ci sono varie cose notevoli come Museo Storico-Artistico A. V. Grigoriev, Museo della vita mercantile, cappella Streletskaya, Cattedrale di Smolensk dell'icona della Madre di Dio, Chiesa della Santissima Trinità.
Il più famoso luogo storico della città è Museo Etnografico all'aperto V. I. Romanov. è un piccolo villaggio mari, che introduce residenti e visitatori della città alle tradizioni, alla vita e alla cultura delle mari della collina. Gli edifici e le mostre formano una visione completa di come il popolo dei Mari ebbe vissuto in passato. 
Passato mercantile. Dalla metà del XIX secolo nella città ebbe sviluppato attività commerciale. I mercanti erano occupati nel commercio della foresta, che galleggiava lungo il Volga. La fiera della foresta di Kozmodemyansk fu stata considerata la seconda più grande in Russia dopo quella di Arkhangelsk. 
Festival "Benderiada". Ogni anno dal 1995 a Kozmodemyansk si tiene un festival umoristico che prende il nome dall'eroe Ostap Bender dei romanzi di Ilf e Petrov.